# Callia divisa
Callia divisa là một loài bọ cánh cứng trong họ Cerambycidae.